# Brownea similis
Brownea similis är en ärtväxtart som beskrevs av John Macqueen Cowan. Brownea similis ingår i släktet Brownea och familjen ärtväxter. Inga underarter finns listade i Catalogue of Life.